# Aitchelitz
Aitchelitz, jedna od suvremenih nacija Stalo Indijanaca koji danas žive po kanadskim rezervatima u Britanskoj Kolumbiji: Aitchelitch 9, Grass 15, Pekw'xe:Yles (Peckquaylis) i Skumalasph 16.
Govore dijalektom halq'eméylem (jezik hul’q’umi’num’; porodica salishan). Slubeni im je naziv Aitchelitz First Nation.